# Fest-noz
Fest-noz (bretonski za „noćni festival”, nasuprot deiz-festu ili danji festival; množina je festoù-noz, ali Goadec sestre su koristile i festnozoù, dok se na francuskom kaže des fest-noz) je festivalsko okupljanje koje se temelji na kolektivnom običaju tradicionalnih bretonskih plesova uz pratnju pjevača i glazbenika Ovaj snažni bretonski kulturni pokret je sačuvao živu i iznova obnovljeni običaj naslijeđenih plesnih repertoara od nekoliko stotina varijacija, te tisuća melodija. Zbog toga je Fest-noz upisan na UNESCO-ov popis nematerijalne svjetske baštine u Europi 2012. god. 

## Povijest
Obnova običaja fest-noza se može pripisati bretonskom pjevaču Loeizu Roparzu koji je 1950-ih počeo organizirati ova okupljanja nakon što su 1930-ih bila potpuno nestala. Do tada su postojala kao seoska okupljanja kojim bi se obilježili dani velikih društvenih radova, ali i ojačalo zajedništvo obnavljajući prošlost kroz plesove predaka, od kojih neki datiraju iz srednjeg vijeka. Tijekom 1970-ih, uglavnom zahvaljujući utjecaju narodne glazbe, osobito kantautora Alana Stivella, od 1972. godine fest-noz se više ne smatra samo kulturnim izričajem središnje Bretanje i postaje urbanim pokretom. Od tada mnoga udruženja organiziraju ove događaje, pa čak i vojna okupljanja, no koncem 1970-ih pokret jenjava. Tijekom 80-ih i 90-ih glazbenici i plesači su ponovno pokrenuli ovaj pokret, ojačavši ga preporodom bretonske i keltske glazbe od 1998. – 2000. god.
Danas je ovaj pokret jako snažan s oko tisuću festivala svake godine, i to ne samo u Bretanji, nego i u drugim područjima Francuske, pa čak i u Ujedinjenom Kraljevstvu. Na njima se okuplja od stotine do nekoliko tisuća posjetitelja, te tisuće glazbenika, pjevača i do desetak tisuća plesača.

## Odlike
Više od samog plesa, Fest-noz se odlikuje snažnim druženjem pjevača, glazbenika i plesača, značajnih društvenih i međugeneracijskih razlika, te otvorenošću prema drugima. Tradicionalno se plesovi prenose razmjenom, promatranjem i imitacijom, premda su također i na stotine obožavatelja mukotrpno radili skupljajući običaje od starih kako bi sastavili stare repertoare, te udarili temelje za nove načine prijenosa znanja.
Danas su fest-noz festivali središte intenzivne fermentacije glazbenih vrsta iz čega je izniklo značajno kulturno gospodarstvo. Mnoga okupljanja pjevača, glazbenika i plesača, uključuju i pripadnike drugih kultura. Tako i mnoge pridošlice u Bretanji koriste ove festivale kako bi se integrirali u društvo, te su fest-noz događaji postali važnim simbolom identiteta i kontinuiteta naroda Bretanje.

## Poveznice
- Baltička slavlja plesa i pjesme

## Vanjske poveznice
- Fest-noz Tamm-Kreiz (fr.)
- Bretonski plesovi  Arhivirana inačica izvorne stranice od 26. srpnja 2011. (Wayback Machine) (fr.)
- Video primjer na youtube-u (fr.)